# Elliot Giles
Elliot Giles (né le 26 mai 1994 à Birmingham) est un athlète britannique, spécialiste du 800 mètres.

## Biographie
Elliot Giles est victime d'un accident de circulation en juillet 2014 à Birmingham, ce qui l'empêche de courir jusqu'en mai 2015. 
Il remporte en 2016 sept des huit courses qu'il dispute avec un record personnel de 1 min 47 s 21. Il est champion britannique du 800 mètres en 2016, après avoir été disqualifié en 2015 dans la même course. Bien qu'il n'ait pas le minima exigé de la fédération (1 min 46 s 50), il est repêché par Neil Black, le directeur technique, et obtient sa première convocation en équipe britannique pour les Championnats d'Europe. À Amsterdam, il remporte la médaille de bronze et réalise le minima pour les Jeux olympiques de Rio le dernier jour possible.
Il termine 4e des championnats du monde en salle 2018 à Birmingham, et 3e de la Coupe du monde d'athlétisme 2018, derrière Clayton Murphy et Adam Kszczot.
Auteur d'un record personnel à 1 min 45 s 03 en juillet 2019 à Londres, il participe aux championnats du monde 2019 à Doha mais s'incline lors des demi-finales.
Le 17 février 2021 à Toruń, il établit le temps de 1 min 43 s 63 et améliore le record du Royaume-Uni qui était détenu par Sebastian Coe depuis mars 1983. Il réalise à cette occasion la deuxième meilleure performance de tous les temps en salle, derrière les 1 min 42 s 67 du Danois Wilson Kipketer Le 4 juillet 2021 à Stockholm, il porte son record personnel en plein air à 1 min 44 s 05.

## Palmarès
| Date | Compétition                        | Lieu                               | Résultat | Temps         |
| ---- | ---------------------------------- | ---------------------------------- | -------- | ------------- |
| 2016 | Championnats d'Europe              | Amsterdam                          | 3e       | 1 min 45 s 54 |
| 2018 | Championnats du monde en salle     | Birmingham                         | 4e       | 1 min 48 s 22 |
| 2018 | Coupe du monde                     | Londres                            | 3e       | 1 min 47 s 40 |
| 2021 | Circuit mondial en salle de l'IAAF | Circuit mondial en salle de l'IAAF | 1er      | 30 pts        |
| 2024 | Championnats d'Europe              | Rome                               | 7e       | 1 min 47 s 06 |

## Records
| Épreuve | Épreuve   | Performance        | Lieu      | Date            |
| ------- | --------- | ------------------ | --------- | --------------- |
| 800 m   | Plein air | 1 min 44 s 05      | Stockholm | 4 juillet 2021  |
| 800 m   | Salle     | 1 min 43 s 63 (NR) | Toruń     | 17 février 2021 |
| 1 500 m | Plein air | 3 min 30 s 92      | Londres   | 23 juillet 2023 |
| 1 500 m | Salle     | 3 min 35 s 43      | Toruń     | 16 février 2025 |